# Mobile World Congress
Il GSMA Mobile World Congress (altrimenti conosciuto come MWC) è la più importante fiera al mondo sulla telefonia mobile, a cui partecipano numerosi amministratori delegati in rappresentanza di operatori telefonici, produttori e fornitori provenienti da tutto il mondo. L'evento, inaugurato nel 1987 come Pan European Digital Conference, nel 2005 è stato ribattezzato GSM World Congress e nel 2001 3GSM World Congress, per prendere nel 2008 l'attuale nome Mobile World Congress. Dal 2006 si svolge nella città spagnola di Barcellona.

## Edizioni
| Anno | Nome                            | Sede       | Periodo                   | Area espositiva | Espositori | Partecipanti | Modelli presentati |
| ---- | ------------------------------- | ---------- | ------------------------- | --------------- | ---------- | ------------ | ------------------ |
| 1987 | Pan European Digital Conference | Londra     |                           |                 |            |              |                    |
| 1990 | Pan European Digital Conference | Roma       |                           |                 |            | 650          |                    |
| 1991 | Pan European Digital Conference | Nizza      |                           |                 |            | 690          |                    |
| 1992 | Pan European Digital Conference | Berlino    |                           |                 |            | 630          |                    |
| 1993 | Pan European Digital Conference | Lisbona    |                           |                 |            | 760          |                    |
| 1994 | Pan European Digital Conference | Atene      | 15-16 febbraio            |                 |            | 780          |                    |
| 1995 | GSM World Congress              | Madrid     |                           |                 |            | 1400         |                    |
| 1996 | GSM World Congress              | Cannes     |                           |                 |            |              |                    |
| 1997 | GSM World Congress              | Cannes     | 19-21 febbraio            |                 |            |              |                    |
| 1998 | GSM World Congress              | Cannes     | 17-19 febbraio            |                 | 155        | 6500         |                    |
| 1999 | GSM World Congress              | Cannes     | 23-25 febbraio            |                 | 207        | 9500         |                    |
| 2000 | GSM World Congress              | Cannes     | 2-4 febbraio              |                 | 276        | 15 500       | 55                 |
| 2001 | 3GSM World Congress             | Cannes     | 20-23 febbraio            |                 | 468        | 24 000       |                    |
| 2002 | 3GSM World Congress             | Cannes     | 19-22 febbraio            |                 | 546        | 24 000       | 150+               |
| 2003 | 3GSM World Congress             | Cannes     | 17-21 febbraio            | 25 000 m2       | 576        | 21 500       | 86                 |
| 2004 | 3GSM World Congress             | Cannes     |                           |                 |            |              |                    |
| 2005 | 3GSM World Congress             | Cannes     |                           |                 |            |              |                    |
| 2006 | 3GSM World Congress             | Barcellona | 12-16 febbraio            |                 |            |              |                    |
| 2007 | 3GSM World Congress             | Barcellona | 12-15 febbraio            |                 |            |              |                    |
| 2008 | Mobile World Congress           | Barcellona | 11-14 febbraio            |                 |            |              |                    |
| 2009 | Mobile World Congress           | Barcellona | 16-19 febbraio            |                 |            |              |                    |
| 2010 | Mobile World Congress           | Barcellona | 15-18 febbraio            |                 |            |              |                    |
| 2011 | Mobile World Congress           | Barcellona | 14-17 febbraio            |                 |            |              |                    |
| 2012 | Mobile World Congress           | Barcellona | 27 febbraio – 1º marzo    |                 |            |              |                    |
| 2013 | Mobile World Congress           | Barcellona | 25-28 febbraio            |                 |            |              |                    |
| 2014 | Mobile World Congress           | Barcellona | 24-27 febbraio            |                 |            |              |                    |
| 2015 | Mobile World Congress           | Barcellona | 2-5 marzo                 |                 |            |              |                    |
| 2016 | Mobile World Congress           | Barcellona | 22-25 febbraio            |                 |            |              |                    |
| 2017 | Mobile World Congress           | Barcellona | 27 febbraio - 2 marzo     |                 |            |              |                    |
| 2018 | Mobile World Congress           | Barcelona  | 26 febbraio - 1 marzo     |                 |            |              |                    |
| 2019 | Mobile World Congress           | Barcelona  | 25 febbraio - 28 febbraio |                 |            |              |                    |
| 2021 | Mobile World Congress           | Barcellona | 28 giugno - 1º luglio     |                 |            |              |                    |
| 2022 | Mobile World Congress           | Barcellona | 28 febbraio - 3 marzo     |                 |            |              |                    |
| 2023 | Mobile World Congress           | Barcellona | 27 febbraio - 2 marzo     |                 |            |              |                    |

## Descrizione

### Sede
L'attuale sede del Mobile World Congress è la fiera di Barcellona, situata in Av. Joan Carles I, 64, L'Hospitalet de Llobregat. Essa ha storicamente luogo a metà febbraio; tuttavia, a partire dal 2012 il congresso si svolge in un periodo compreso tra la fine di febbraio e l'inizio di marzo. In generale, la stima di partecipanti alle singole edizioni del MWC si attesta attorno alle 50.000-60.000 persone.
L'edizione 2020 si doveva svolgere dal 24 al 27 febbraio 2020 ma non c'è stata, causa epidemia coronavirus.